# Theope philotes
Theope philotes is een vlindersoort uit de familie van de prachtvlinders (Riodinidae), onderfamilie Riodininae.
Theope philotes werd in 1851 beschreven door Westwood.